# Ерік Торрес
Ерік Торрес (ісп. Érick Torres Padilla; нар. 19 січня 1993, Гвадалахара) — мексиканський футболіст, нападник клубу «Ередіано».
Виступав, зокрема, за олімпійську збірну Мексики.

## Клубна кар'єра
Вихованець футбольної школи клубу «Гвадалахара». Дорослу футбольну кар'єру розпочав 2010 року в основній команді того ж клубу, в якій провів чотири сезони, взявши участь у 64 матчах чемпіонату.
Згодом один сезон відіграв на правах оренди у складі клубу Чівас США.
У 2015 році уклав контракт з клубом «Х'юстон Динамо», але відігравши не повний сезон на правах оренди перейшов спочатку до свого рідного клубу «Гвадалахара», а згодом і до іншої мексиканської команди «Крус Асуль». 
У 2017 році повернувся до «Х'юстон Динамо», в складі команди провів 49 матчів.
24 січня 2018 року перейшов до клубу УНАМ Пумас.
5 червня 2018, Торрес перейшов до команди «Тіхуана».
31 липня 2020 року мексиканець повернувся до США, де підписав контракт з клубом «Атланта Юнайтед».
13 січня 2022, Торрес перейшов до команди «Оріндж Каунті».
7 березня 2023, новий перехід цього разу до «Лас-Вегас Лайтс». Кінцівку сезону провів у складі костариканського клубу «Гуанакастека Нікоя», з 2024 року захищає кольори іншого костариканського клубу «Ередіано».

## Виступи за збірні
2010 року дебютував у складі юнацької збірної Мексики, взяв участь у 4 іграх на юнацькому рівні.
Протягом 2011—2015 років залучався до складу молодіжної збірної Мексики. На молодіжному рівні зіграв у 17 офіційних матчах, забив 7 голів.
2016 року захищав кольори олімпійської збірної Мексики. У складі цієї команди провів 2 матчі. У складі збірної — учасник футбольного турніру на Олімпійських іграх 2016 року у Ріо-де-Жанейро.
2014 року дебютував в офіційних матчах у складі національної збірної Мексики. Наразі провів у формі головної команди країни 4 матчі забив один гол.

## Титули і досягнення
- Переможець Ігор Центральної Америки та Карибського басейну: 2014